# راشيل كولمان
راشيل كولمان (بالإنجليزية: Rachel Coleman)‏ هي موسيقية ومغنية وممثلة أمريكية، ولدت في 9 أكتوبر 1974 في فان نويس في الولايات المتحدة.

## وصلات خارجية
- الموقع الرسمي
- راشيل كولمان على موقع IMDb (الإنجليزية)
- راشيل كولمان على موقع ميوزك برينز (الإنجليزية)
- راشيل كولمان على موقع كينوبويسك (الروسية)